# 弗朗齐歇克·施穆克尔
弗朗齐歇克·施穆克尔（捷克語：František Schmucker，1940年1月28日—2004年7月15日），捷克男子足球运动员，场上位置是守门员。他曾代表捷克斯洛伐克参加1964年夏季奥林匹克运动会足球比赛，获得一枚银牌。